# Santa Cristina (Mesão Frio)
Santa Cristina is een plaats (freguesia) in de Portugese gemeente Mesão Frio en telt 821 inwoners (2001).

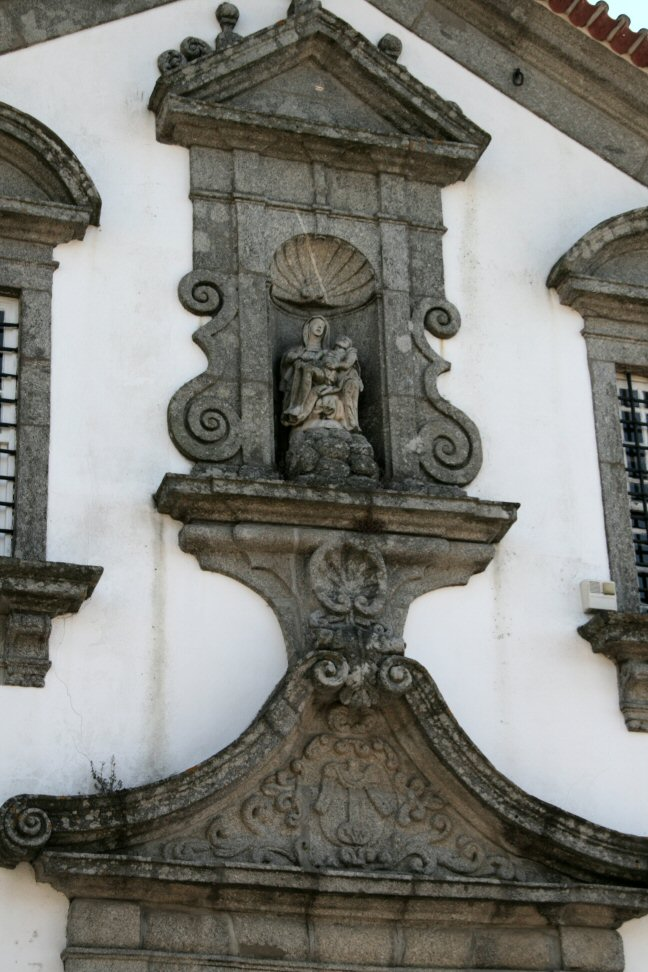
Detail van de kerk van Santa Cristina